# Christoph von Friedl
Christoph von Friedl, eigentlich Christoph Friedl (* 16. Mai 1976 in Wien) ist ein österreichischer Schauspieler.

## Leben
Nach der Matura und dem Präsenzdienst beim Bundesheer studierte er drei Semester Dolmetsch- und Übersetzungswissenschaften an der Universität Wien, bevor er 1996 an das Konservatorium der Stadt Wien zu Elfriede Ott wechselte, um Schauspiel und Regie zu erlernen. Schon vor seinem Abschluss 2000 spielte er an verschiedenen österreichischen Bühnen wie dem Landestheater für Vorarlberg, dem Tourneetheater „Der grüne Wagen“. Später auch am Landestheater für Niederösterreich St. Pölten (Titelrolle in Friedrich Torbergs „Der Schüler Gerber“), den Vereinigten Bühnen Graz (Next Liberty) und dem Stadttheater Klagenfurt. Ab 2002 war er regelmäßiger Gast am Volkstheater (Wien), bis zum Intendanzende von Emmy Werner im Juni 2005.
Einem breiteren Publikum ist er durch Fernsehserien wie Schlosshotel Orth oder Tessa – Leben für die Liebe bekannt. Im Kino-Film Falco – Verdammt, wir leben noch! (R: Thomas Roth). war er als Thomas Rabitsch, im Fernsehen 2009 in der Tatort-Folge Baum der Erlösung (R: Harald Sicheritz) als Georg Larcher zu sehen. 2018 drehte er erneut für den österreichischen Tatort „Baum fällt“ unter der Regie von Nikolaus Leytner.
In der 13-teiligen ORF/ARD-Sommer-Serie Das Glück dieser Erde hatte er im Jahr 2011 die Rolle des Karl Lenz übernommen, dieser ist Bereiter auf einem berühmten steirischen Gestüt und gleichzeitig Bruder der Protagonistin. In Teil drei und vier des TV-Vierteilers This September (dt.: Vier Frauen) nach einem Roman von Rosamunde Pilcher drehte er mit Charles Dance, Eileen Atkins und Rebecca Night.
In dem 2012 mit dem deutschen Kamerapreis (Kategorie Kamera Fernsehfilm/Dokudrama) für Peter Zeitlinger ausgezeichneten Film Verfolgt – Der kleine Zeuge (Regie: Andreas Senn) war er ebenfalls in einer Hauptrolle als der korrupte Kriminalbeamte Roland Kriesch zu sehen. Mit dem international vielfach ausgezeichneten Kurzfilm Träumer (engl. Dark Dreamer), Regie Max Ponischowski, wurde er 2017 als bester Darsteller sowohl beim TMFF (The Monthly Film Festival) wie auch im Rahmen der San Francisco Comic-Con nominiert. 2018 wurde er in Indien beim Darbhanga International Film Festival als „Best Actor“ ausgezeichnet.
2022 stand er gemeinsam mit Nicolette Krebitz, Lucas Gregorowicz, Lana Cooper und Michael Kranz vor der Kamera von Holger Jungnickel. Unter der Regie von Anna-Katharina Maier entstand die Mini-Serie Die Augenzeugen (Produktion Bantry Bay) für ARD und ServusTV.
Weiters liest er regelmäßig Hörbücher (DAISY-Hörbuch) für die Bayerische Blindenhörbücherei ein, z. B.: Dein Name von Navid Kermani oder Parallelgeschichten von Péter Nádas, wie auch den Pulitzerpreisträger 2013 Adam Johnson mit „Das geraubte Leben des Waisen Jun Do“ oder „Der schmale Pfad durchs Hinterland“ von Richard Flanagan (Booker Preis 2016).

## Privates
Christoph von Friedl stammt aus einer Familie, die seit mehreren Generationen vor und hinter der Kamera agiert: Sein Vater Fritz von Friedl (1941–2024) und seine Tante Loni von Friedl waren bzw. sind ebenfalls Schauspieler, sein Großvater Fritz von Friedl war Kameramann.
Er heiratete im Sommer 2010 die Schauspielerin Eva-Maria Grein, die seither unter dem Künstlernamen Eva-Maria Grein von Friedl auftritt. Die beiden leben in der Nähe von München.

## Filmografie
- 1998: Medicopter 117 – Jedes Leben zählt (Fernsehserie, 1 Folge)
- 2001: Kommissar Rex (Fernsehserie, 1 Folge)
- 2001–2005: Schlosshotel Orth (Fernsehserie, 47 Folgen)
- 2002: Rocco
- 2004: Der Bauer und der Millionär
- 2004–2017: SOKO Kitzbühel (Fernsehserie, 4 Folgen, verschiedene Rollen)
- 2006: Tessa – Leben für die Liebe (Fernsehserie, 55 Folgen)
- 2006: Kronprinz Rudolfs letzte Liebe
- 2006–2023: SOKO Wien (Fernsehserie, 5 Folgen, verschiedene Rollen)
- 2007: Tom Turbo (Fernsehserie, 1 Folge)
- 2007: Vier Frauen und ein Todesfall (Fernsehserie, 1 Folge)
- 2008: Falco – Verdammt, wir leben noch!
- 2008: Kreuzfahrt ins Glück – Hochzeitsreise nach Madeira
- 2008: Im Tal der wilden Rosen – Fluss der Liebe
- 2008: Rosamunde Pilcher – Lass es Liebe sein
- 2008: Island – Herzen im Eis
- 2008: Mutig in die neuen Zeiten: Alles anders
- 2009: Tatort – Baum der Erlösung (Fernsehreihe)
- 2009: Sisi
- 2009–2019: Die Rosenheim-Cops (Fernsehserie, 5 Folgen, verschiedene Rollen)
- 2009: Der Bergdoktor (Fernsehserie, 1 Folge)
- 2009: Schnell ermittelt (Fernsehserie, 1 Folge)
- 2009: Rosamunde Pilcher: Lass es Liebe sein
- 2010: Der Täter
- 2010: Furcht & Zittern
- 2011: This September
- 2011: Verfolgt – Der kleine Zeuge
- 2011: Mord in bester Gesellschaft: Die Lüge hinter der Wahrheit (Fernsehreihe)
- 2011: Das Glück dieser Erde (Miniserie)
- 2011: Der Eisenhans
- 2012: IK1 – Touristen in Gefahr (Fernsehreihe, 1 Folge)
- 2012: Die Garmisch-Cops (Fernsehserie, 2 Folgen)
- 2012: Auf Herz und Nieren (Fernsehserie, 1 Folge)
- 2012: Der Cop und der Snob (Fernsehserie, 1 Folge)
- 2012: SOKO Donau – Staub zu Staub
- 2012: Die Reichsgründung
- 2013: SOKO München (Fernsehserie, Folge: Brennendes Herz)
- 2013: CopStories (Fernsehserie, 1 Folge)
- 2014: Meine Mutter, meine Männer
- 2014: Frei
- 2014: Rosamunde Pilcher: Rundum glücklich
- 2015: Die Bergretter – Zwischen Himmel und Hölle
- 2015: Venusfliegenfalle (Kurzfilm)
- 2015: Weißblaue Geschichten (Fernsehserie, 1 Folge)
- 2016: Träumer (Kurzfilm)
- 2017: WaPo Bodensee (Fernsehserie, 1 Folge)
- 2017: SOKO München (Fernsehserie, Folge: Tod im Biergarten)
- 2017: Hubert und Staller (Fernsehserie, 1 Folge)
- 2018: Boeing-Boeing
- 2019: Familie Dr. Kleist (Fernsehserie, 1 Folge)
- 2019: Lena Lorenz – Ein neuer Anfang
- 2019: Tatort: Baum fällt
- 2020: Aktenzeichen XY … ungelöst (Fernsehreihe, 1 Folge)
- 2020: SOKO München (Fernsehserie, Folge: Countdown)
- 2021: Der Ranger – Paradies Heimat: Junge Liebe
- 2021: Hartwig Seeler – Ein neues Leben
- 2022: Der Bozen-Krimi: Vergeltung (Fernsehreihe)
- 2022: Der Alte (Fernsehserie, 1 Folge)
- 2023: Im Schatten der Angst – Du sollst nicht lügen
- 2023: Landkrimi – Der Tote in der Schlucht (Fernsehreihe)
- 2023: Die Augenzeugen (Fernsehserie)
- 2023: SOKO Wismar (Fernsehserie, 1 Folge)
- 2024: Der Altaussee-Krimi: Letzter Jodler (Fernsehreihe)

## Bühne (Auswahl)
- 2002: Der Schüler Gerber, Titelrolle, Landestheater St. Pölten
- 2002: Howie the Rookie, Hauptrolle, Theater in der Drachengasse, Wien
- 2003: Das Dorf an der Grenze, Hauptrolle, Stadttheater Klagenfurt
- 2003–2005: Volkstheater Wien:
  - Nathan der Weise, Rolle: Tempelherr
  - Phädra, Rolle: Hippolytos
  - Der tollste Tag
  - Der Bauer als Millionär
  - Elisabeth von England, Rolle: Essex
  - Prinzessinnendramen
- 2005: Baby with the Bathwater, Hauptrolle, Brotfabrik Berlin
- 2006: Japantournee mit dem Ensemble Salzburg als Mozart, Briefrezitation
- 2006: Faust I, Rolle: Mephisto/junger Faust
- 2007: King Lear, Stadttheater Klagenfurt
- 2008: Der Weibsteufel, Rolle: Jäger, Kammertheater München
- 2009: Der Schwierige, Rolle: Stani, Theater zum Himmel, Wien
- 2009: Der grüne Kakadu, Hauptrolle
- 2010: Das Apartment, Tournee des Theater am Kurfürstendamm Berlin
- 2011: Clavigo, Titelrolle, Kammertheater München
- 2010: Liebelei, Rolle: Theodor, Theater zum Himmel, Wien
- 2012: Die Leiden des jungen Werthers, Titelrolle, Kammertheater München
- 2015: Die Freizeitgesellschaft (dt. Uraufführung), Rolle: Marc-Antoine, Teamtheater München
- 2016: Terror (Ferdinand von Schirach), Rolle: Major Lars Koch, Metropoltheater München
- 2017: Der gute Tod (Wannie de Wijn), Rolle: Michael, Metropoltheater München
- 2018: Boeing Boeing restarted (Mark Camolletti/Robert Kolar), Rolle: William Harper, Festspiele Berndorf
- 2020: Das Abschiedsdinner (M. Delaporte/A. de la Patelliere), Rolle: Pierre (Oliver), Festspiele Berndorf
- 2021: Ladies Night (Fassung: Robert Kolar), Festspiele Berndorf
- 2024: Die Lüge (Florian Zeller), Rolle: Michel, Steudltenn Zillertal